# Compagnies coloniales françaises
Cet article dresse la liste des principales compagnies coloniales françaises.

## Liste
Parmi les nombreuses compagnies européennes fondées au XVIIe siècle, la France apporte le plus fort contingent, avec une déclinaison de tous les horizons possibles, mais beaucoup d'échecs commerciaux et financiers.
- 1614 : Compagnie de Rouen (Nouvelle-France) par Samuel de Champlain
- 1621 : Compagnie de Montmorency Henri II de Montmorency qui succède à la Compagnie de Rouen
- 1626 : Compagnie de Saint-Christophe par Richelieu
- 1626 : Compagnie normande par Richelieu
- 1627 : Compagnie de la Nouvelle-France (ou compagnie des cent-associés) par Richelieu, qui succède à la Compagnie de Montmorency
- 1633 : Compagnie de Rouen (Guyane) par Charles Poncet de Brétigny
- 1635 : Compagnie des îles d'Amérique qui succède à la Compagnie de Saint-Christophe
- 1651 : Première compagnie de la France équinoxiale par des associés
- 1658 : Compagnie du Cap-Vert et du Sénégal par Mazarin
- 1660 : Compagnie de Chine par Mazarin
- 1664 : Compagnie française des Indes orientales par Jean-Baptiste Colbert (devenue Compagnie des Indes en 1719-1770)
- 1664 : Compagnie française des Indes occidentales par Jean-Baptiste Colbert
- 1663 : Compagnie de la France équinoxiale par Jean-Baptiste Colbert
- 1670 : Compagnie du Levant par Jean-Baptiste Colbert qui deviendra en 1685 la Compagnie de la Méditerranée.
- 1673 : Compagnie du Sénégal par Louis XIV
- 1682 : Compagnie de la Baie du Nord par Louis XIV
- 1684 : Compagnie du Mississipi par Louis XIV (puis Compagnie d'Occident, 1717-1719 ; Compagnie des Indes, 1719-1721)
- 1685 : Compagnie de Guinée par Louis XIV
- 1698 : Compagnie de Saint-Domingue par Louis XIV
- 1701 : Compagnie de l'Asiento par Louis XIV
- 1712 : Compagnie de la Louisiane par Louis XIV (puis Compagnie d'Occident)
- 1717 : Compagnie d'Occident par John Law
- 1717 : Compagnie du Mississippi par John Law
- 1719 : Compagnie (perpétuelle) des Indes par John Law
- 1741 : Compagnie royale d'Afrique  par Louis XV
- 1748 : Société d’Angola (ou compagnie d’Angola) par Antoine Walsh
- 1785 : Nouvelle Compagnie des Indes orientales et de la Chine par Louis XVI (voir sa liquidation en 1793)
- Début du XVIIIe siècle société Grou et Michel par des négriers nantais

## Historique
Le modèle de ces grandes compagnies est la Verenigde Oost Indische Compagnie (V.O.C.), la Compagnie néerlandaise des Indes orientales, créée dès 1602 par fusion d’une dizaine de sociétés locales d’armement installées dans divers ports des Provinces-Unies, et dotée, par un acte des États généraux, du monopole des armements et du commerce avec les pays situés au-delà du Cap de Bonne-Espérance.
L’originalité de cette société est l’existence de capitaux propres considérables de 6,3 millions de florins, (soit environ 7,9 millions de livres tournois), divisé en 2.200 actions, dont la souscription était ouverte aussi bien aux nationaux qu’aux étrangers.
Les Compagnies des Indes sont à l’origine de la création des bourses des valeurs, aussi bien à Amsterdam, qu’à Londres ou à Paris. Dans celle-ci le lien est marqué dans la topographie urbaine, puisque la Bourse et la Compagnie des Indes sont installées dans le même bâtiment, rue Vivienne.